# Anatoli Gorshkov
Anatoli Gorshkov (04 de agosto de 1958) es un atleta ucraniano especializado en la marcha atlética. En 1987 ganó la medalla de bronce en la Copa del Mundo de Marcha Atlética celebrada en Nueva York.

## Mejores marcas personales
| Mejores marcas personales | Mejores marcas personales | Mejores marcas personales  | Mejores marcas personales |
| Distancia                 | Tiempo                    | Lugar                      | Fecha                     |
| ------------------------- | ------------------------- | -------------------------- | ------------------------- |
| 20 km                     | 1h:22:34                  | Helsinki, Finlandia        | 7 de agosto de 1983       |
| 50 km                     | 4h:01:01                  | Poděbrady, República Checa | 19 de abril de 1997       |
| PC - Pista Cubierta       |                           |                            |                           |